# ウォーリスパラメータ
ウォーリスパラメータは、流体力学の無次元数の1つ。以下の公式で求められる。
{\displaystyle J_{k}^{*}=J_{k}{\sqrt {\frac {\rho _{k}}{gD(\rho _{L}-\rho _{G})}}}}
ここでは、{\displaystyle J_{k}^{*}}が気体・液体のウォーリスパラメータ、{\displaystyle J_{k}}が断面平均体積流束、{\displaystyle \rho _{k}}が気体・液体の密度、{\displaystyle g}が重力加速度、{\displaystyle D}が流体が通る管の直径、{\displaystyle \rho _{L}}が液体の密度、{\displaystyle \rho _{G}}が気体の密度を示す。ウォーリスパラメータによって気液対向流制限を整理することができる。